# У гонитві за веселкою
У гонитві за веселкою (англ. Chasing Rainbows) — американський комедійний мюзикл режисера Чарльза Райснера 1930 року.

## Сюжет
Едді Рок — менеджер групи виконавців «До побачення Бродвей».

## У ролях
- Бессі Лав — Карлі Сеймур
- Чарльз Кінг — Террі Фей
- Джек Бенні — Едді Рок
- Джордж К. Артур — Лестер
- Поллі Моран — Поллі
- Гвен Лі — Пеггі
- Ніта Мартан — Дафна ВейнДафна Вейн
- Едді Філліпс — Дон КордоваДон Кордова
- Марі Дресслер — Бонні